# Kajže, Žrelec
Kajže (nemško Moosberg) je naselje v Občini Žrelec v Okraju Celovec-dežela na Koroškem v Avstriji.